# Pyrausta chrysoterma
Pyrausta chrysoterma is een vlinder van de familie van de grasmotten (Crambidae). De wetenschappelijke naam van deze soort is voor het eerst voorgesteld door Edward Meyrick in een publicatie uit 1933.
De soort komt voor in Argentinië.